# 张惟英 (教授)
张惟英（1949年—），江苏南京人。1968年以知青身份在东北农村插队，1972年进工厂当工人，1978年考入吉林大学，1982年获哲学学士学位，1985年获法学硕士学位。现为中国人民大学国际关系学院教授，博士生导师。北京市政协常委。

## 言论
2005年，张惟英在人大提案中提议限制在京外地人口的准入制度而受到大众广泛关注。她的《关于控制人口规模，保持人口与城市资源平衡的提案》还获得了“2003—2009年度北京市政协最具影响力提案”奖。
|  | 这些（外地）人素质比较低，长期没有工作后，往往会铤而走险，给社会治安带来不安定因素。北京城市发展并不太需要这些人。 |

|  | 事实上，北京很多管理混乱的地方就是因为这些（外地）人造成的，比如说收废品、恶意乞讨的，他们的存在确实损害了北京市民的生活。 |

|  | 外地人进京应该实行准入制度。 |